# Kapselnästing
Kapselnästing (Valsa nivea) är en svampart som först beskrevs av Franz Georg Hoffmann, och fick sitt nu gällande namn av Elias Fries 1849. Kapselnästing ingår i släktet Valsa och familjen Valsaceae. Arten är reproducerande i Sverige. Inga underarter finns listade i Catalogue of Life.